# Mosconi Cup 2000
Beim Mosconi Cup 2000 handelt es sich um die siebente Auflage eines seit 1994 jährlich stattfindenden 9-Ball-Poolbillardturniers, bei dem ein europäisches Team gegen ein US-amerikanisches Team spielt.
Das Turnier fand zwischen dem  14. und dem 17. Dezember in der York Hall, Bethnal Green, London, England statt. Sieger wurde die Mannschaft aus den USA mit 12–9.

## Mannschaften
| Mannschaft der USA |                                                      |             |
| Name               | Bundesstaat, in dem der/die Spieler/in geboren wurde | Bemerkungen |
| Johnny Archer      | Georgia                                              |             |
| Shannon Daulton    | Kentucky                                             |             |
| Jeremy Jones       | Texas                                                |             |
| Corey Deuel        | Kalifornien                                          |             |
| Earl Strickland    | North Carolina                                       |             |
| Michael Coltrain   | North Carolina                                       |             |

| Mannschaft Europas |             |             |
| Name               | Heimatland  | Bemerkungen |
| Steve Knight       | England     |             |
| Mika Immonen       | Finnland    |             |
| Ralf Souquet       | Deutschland |             |
| Thomas Engert      | Deutschland |             |
| Marcus Chamat      | Schweden    |             |
| Steve Davis        | England     |             |

## Resultate

### Donnerstag, 14. Dezember

#### Durchgang 1
|                                   | Resultate |                                      |
| --------------------------------- | --------- | ------------------------------------ |
| Doppel Mika Immonen Marcus Chamat | 1–5       | Doppel Johnny Archer Shannon Daulton |
| Doppel Ralf Souquet Thomas Engert | 5–1       | Doppel Jeremy Jones Michael Coltrain |
| Doppel Steve Davis Steve Knight   | 2–5       | Doppel Earl Strickland Corey Deuel   |
| 1                                 | Bilanz    | 2                                    |
| 1                                 | Gesamt    | 2                                    |

### Freitag, 15. Dezember

#### Durchgang 2
|                                   | Resultate |                                      |
| --------------------------------- | --------- | ------------------------------------ |
| Doppel Steve Knight Marcus Chamat | 0–5       | Doppel Johnny Archer Shannon Daulton |
| Doppel Steve Davis Mika Immonen   | 5–2       | Doppel Earl Strickland Corey Deuel   |
| Doppel Ralf Souquet Thomas Engert | 5–2       | Doppel Jeremy Jones Michael Coltrain |
| 2                                 | Bilanz    | 1                                    |
| 3                                 | Gesamt    | 3                                    |

#### Durchgang 3
|                            | Resultate |                               |
| -------------------------- | --------- | ----------------------------- |
| Einzelspiele Marcus Chamat | 3–5       | Einzelspiele Michael Coltrain |
| Einzelspiele Mika Immonen  | 3–5       | Einzelspiele Johnny Archer    |
| Einzelspiele Steve Davis   | 5–4       | Einzelspiele Jeremy Jones     |
| 1                          | Bilanz    | 2                             |
| 4                          | Gesamt    | 5                             |

### Samstag, 16. Dezember

#### Durchgang 4
|                                   | Resultate |                                      |
| --------------------------------- | --------- | ------------------------------------ |
| Doppel Steve Knight Marcus Chamat | 5–1       | Doppel Johnny Archer Shannon Daulton |
| Doppel Ralf Souquet Thomas Engert | 4–5       | Doppel Corey Deuel Michael Coltrain  |
| Doppel Steve Davis Mika Immonen   | 1–5       | Doppel Earl Strickland Jeremy Jones  |
| 1                                 | Bilanz    | 2                                    |
| 5                                 | Gesamt    | 7                                    |

#### Durchgang 5
|                            | Resultate |                              |
| -------------------------- | --------- | ---------------------------- |
| Einzelspiele Thomas Engert | 3–5       | Einzelspiele Corey Deuel     |
| Einzelspiele Steve Knight  | 5–1       | Einzelspiele Shannon Daulton |
| Einzelspiele Ralf Souquet  | 1–5       | Einzelspiele Earl Strickland |
| 1                          | Bilanz    | 2                            |
| 6                          | Gesamt    | 9                            |

### Sonntag, 17. Dezember

#### Durchgang 6
|                           | Resultate |                               |
| ------------------------- | --------- | ----------------------------- |
| Einzelspiele Steve Knight | 1–5       | Einzelspiele Corey Deuel      |
| Einzelspiele Mika Immonen | 5–4       | Einzelspiele Johnny Archer    |
| Einzelspiele Steve Davis  | 5–0       | Einzelspiele Michael Coltrain |
| 2                         | Bilanz    | 1                             |
| 8                         | Gesamt    | 10                            |

#### Durchgang 7
|                            | Resultate |                              |
| -------------------------- | --------- | ---------------------------- |
| Einzelspiele Ralf Souquet  | 3–5       | Einzelspiele Shannon Daulton |
| Einzelspiele Marcus Chamat | 5–3       | Einzelspiele Jeremy Jones    |
| Einzelspiele Thomas Engert | 2–5       | Einzelspiele Earl Strickland |
| 1                          | Bilanz    | 2                            |
| 9                          | Gesamt    | 12                           |